# Pont de Príncep de Viana
El Pont de Príncep de Viana és un pont sobre el riu Segre de la ciutat de Lleida, El Segrià. Està situat en paral·lel entre el Pont del Ferrocarril i la passarel·la dels Camps Elisis
És instal·lat a l'al·luvial del riu Segre, el que determina que la seva cimentació es realitzi mitjançant pilots.
Va ser desig tant de l'administració local com de la ferroviària que es realitzés un pont especial amb connotacions tècniques i estètiques notables.

## Història
El projecte s'emmarcà dins del Pla de Especial de l'Estació de Lleida. El Pla General de la ciutat de Lleida, aprovat el 1995, estableix les línies més orientatives sobre quin ha de ser el nou espai urbanístic de l'àrea més propera a l'estació ferroviària de la ciutat. Per concretar i establir les modificacions pertinents, en referència al Pla General, l'Ajuntament de Lleida elaborà el denominat Pla Especial de l'Estació, aprovat inicialment el 16 d'abril de 2002 i definitiu el setembre de 2003 que afecta a un tram ocupat per les vies, comprès entre el carrer Corts Catalanes i el marge esquerre del Riu Segre que conté totes les actuacions urbanístiques previstes amb motiu de l'arribada del tren de gran velocitat a la ciutat.
El projecte inicial sofrí una modificació parcial en aprovar-se el trasllat de l'Estació d'Autobusos de Lleida al costat de la del ferrocarril. Es construirà una nova estació que s'ubicarà sota una part de la llosa del pont. Comptant amb aquesta revisió el cost total del pont és d'uns nou milions d'euros.
El pont és obra de l'enginyer navarrès Javier Manterola, qui va assegurar que el disseny és únic al món quant a proporcions. Es tracta d'un pont subjectat amb tirants d'acer, que en la seva totalitat dona una sensació de lleugeresa i transparència. Javier Manterola va insistir en la "bellesa del conjunt del pont, que no està pensat només per passar-hi sinó ser, alhora, gaudit". A aquest efecte hi ajuden les dues cortines laterals que formen els tirants d'acer de 0,6 metres de diàmetre que visualment donen la sensació de fusionar-se amb el cel. Aquest gaudi estètic dels vianants que el travessen o hi passen a prop (també per sota al llarg del parc de la canalització) no es limita només a les hores de dia, ja que Manterola va dissenyar un joc de llums per a tot el pont i sobretot per als tirants d'acer que fan sensació de cortina de llum.

Fou inaugurat el 10 d'abril de 2010, i en l'acte d'obertura l'expresident José Montilla afirmà que juntament amb la Llotja, l'Aeroport de Lleida-Alguaire i l'AVE el pont de Príncep de Viana es constitueix com a símbol de la Lleida del segle xxi sent una manifestació clara de la voluntat de progrés que des de Lleida s'ofereix a Catalunya.

## Característiques tècniques

### Estudi d'alternatives

#### Primera alternativa
Es tracta d'un tauler continu de 160 metres de longitud, format per tres obertures. El material a emprar és formigó pretensat i la seva secció és la d'un tauler amb dues bigues laterals, el cap superior cobreix el pas de vianants. Va ser una proposta rebutjada.

#### Segona alternativa
Es tracta d'un tauler continu de tres obertures, en la qual el tractament de la secció transversal de formigó pretensat corb es plega cap amunt a la pila per formar una biga de cantell variable i sortir del pas dels esforços més importants que es produeixen en la pila principal. Va ser una proposta rebutjada.

#### Tercera alternativa
Es tracta d'una solució atirantada, atirantament extradorsal, formada per un tauler continu de quatre obertures. La secció és un tauler format per una biga calaix central, constituïda al mateix temps per dues bigues unides al llarg de la seva paret central vertical. Cadascuna de les bigues està prefabricada i té forma de "U" amb la vora inferior corba. Va ser la solució escollida.

## Característiques estructurals
Es tracta d'una solució atirantada, atirantament extradorsal, formada per quatre obertures de 19,40 m+16,00 m+86,00 m+75,00 m, donant una longitud total de 197,00 m.
L'amplada útil de la plataforma està formada per dos voreres laterals de 4,00 m i dos calçades centrals de 6,60 m, determinant una amplada total de 21,20 m.

### Tauler

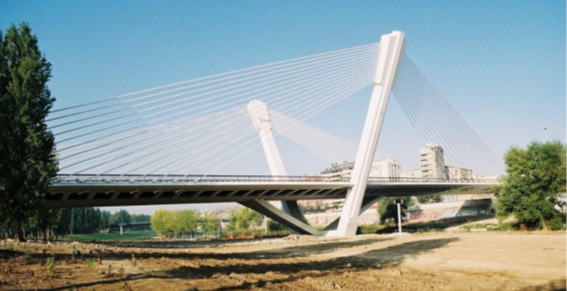
Tauler del pont de Príncep de Viana

Està format per dos trams separats entre si per una junta transversal.
El tram principal, atirantat, té una longitud de 161,00 m (86,00 m+75,00 m) que corresponen a dues de les obertures i el tram secundari, sobre l'avinguda del Segre te dos llums de 19,40 m i 16,60 m que corresponen a les dues restants.
El tram principal està format per una biga calaix central, formada a la vegada per dues bigues unides al llarg de la seva paret central vertical. Cadascuna de les bigues està prefabricada i té una forma d'“U” amb la vora inferior corba.
A aquestes bigues se les adossa unes plaques transversals rectangulars i uns nervis laterals. Sobre aquest conjunt d'elements prefabricats es disposen prelloses i sobre elles es disposa el formigó de la llosa “in situ”.
El tram lateral, sobre l'avinguda del Segre, està condicionat per l'insuficient gàlib vertical que quedaria entre el tauler central i el carrer, de mantenir el que existeix en el riu, el que obliga a realitzar un tall horitzontal al tauler principal per deixar 1,00 m de canto i que els cantons connectin sense transició de continuïtat amb la secció transversal del pont principal.
La unió amb el pont principal, damunt del mur de separació entre l'avinguda del Segre i el riu, es realitza amb un doble suport de neoprè.
El suport sobre el mur es realitza a través d'una pila, embotida en el mur i que sobresurt respecte a ell 30 cm a cada costat. Tot aquest suport es cimenta per mitjà de 8 pilots de 1 m de diàmetre.

### Pila principal

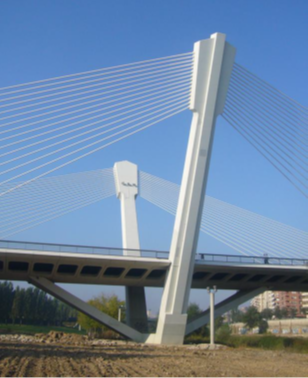
Pila principal del pont de Príncep de Viana

Està formada per quatre braços oberts, dos d'ells, els principals, pengen el tauler i els altres dos li donen suport. Els quatre grans elements estan prefabricats.
L'altura de les piles verticals és de 38,60 m. La seva secció transversal varia des d'una secció rectangular a una secció formada per dos rectangles. Un d'aquests dos rectangles, té com a objectiu alleugerir visualment la pila en direcció frontal.
A la part superior apareix un cap d'uns 8,75 m d'alçada i amplades variables al voltant dels 4 m, amb un increment d'amplada per l'allotjament dels cables d'una curvatura adequada.
Els braços curts que recolzen el tauler tenen una longitud de 17,16 m i unes dimensions inferiors de 3,6 x 1,3 m i superior de 5,1 x 0,93 m.

### Estreps

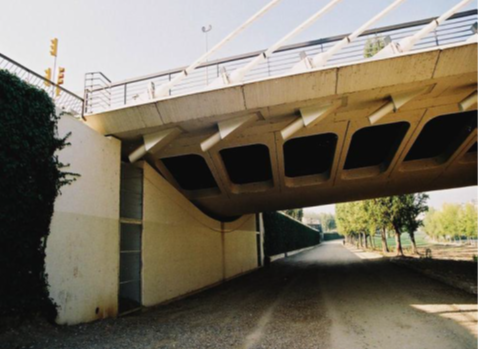
Estrep del pont de Príncep de Viana

L'estrep 2 (rotonda) té una planta especial amb 2,33 m d'amplada mínim i 5,50 m d'amplada màxim.
La seva alçada és de 6,74 m. La secció vertical deixa la forma circular per recollir la llinda amb dos suports de neoprè.
L'estrep 1 (estació de trens) és bastant més complex, ja que s'enllaça amb els murs laterals que es produeixen en els enllaços vianants. Pròpiament dit,té 9,90 m d'alçada. El tauler utilitza dos suports de neoprè.
El pont de Príncep de Viana és un pont atirantat constituït per una plataforma que es recolza sobre una estructura tetràpode. D'aquesta peça sorgeixen dos braços de 39 metres d'alçada que acullen els 30 tirants (quinze per braç) que sostenen la plataforma. És l'únic pont al món amb els braços oberts cap a l'exterior.
El pont s'il·lumina amb 534 punts de llums, compresos per 60 que il·luminen els tirants, 8 la pila central, 132 col·locats al llarg de la plataforma, quatre als braços i 330 a les baranes. La il·luminació s'ha estudiat amb la intenció de crear una sensació de "cortina de llum".
L'estructura té una longitud total de 197 metres (161 d'ells sobre el riu) i una amplada de 21,2 metres. L'amplada de la plataforma de rodament és de 13,20 metres que corresponen a quatre carrils de circulació urbana. Compta amb dues voreres de quatre metres cadascuna i de dues calçades de 6,6 metres. També incorpora un carril bici.

## Evolució de les obres

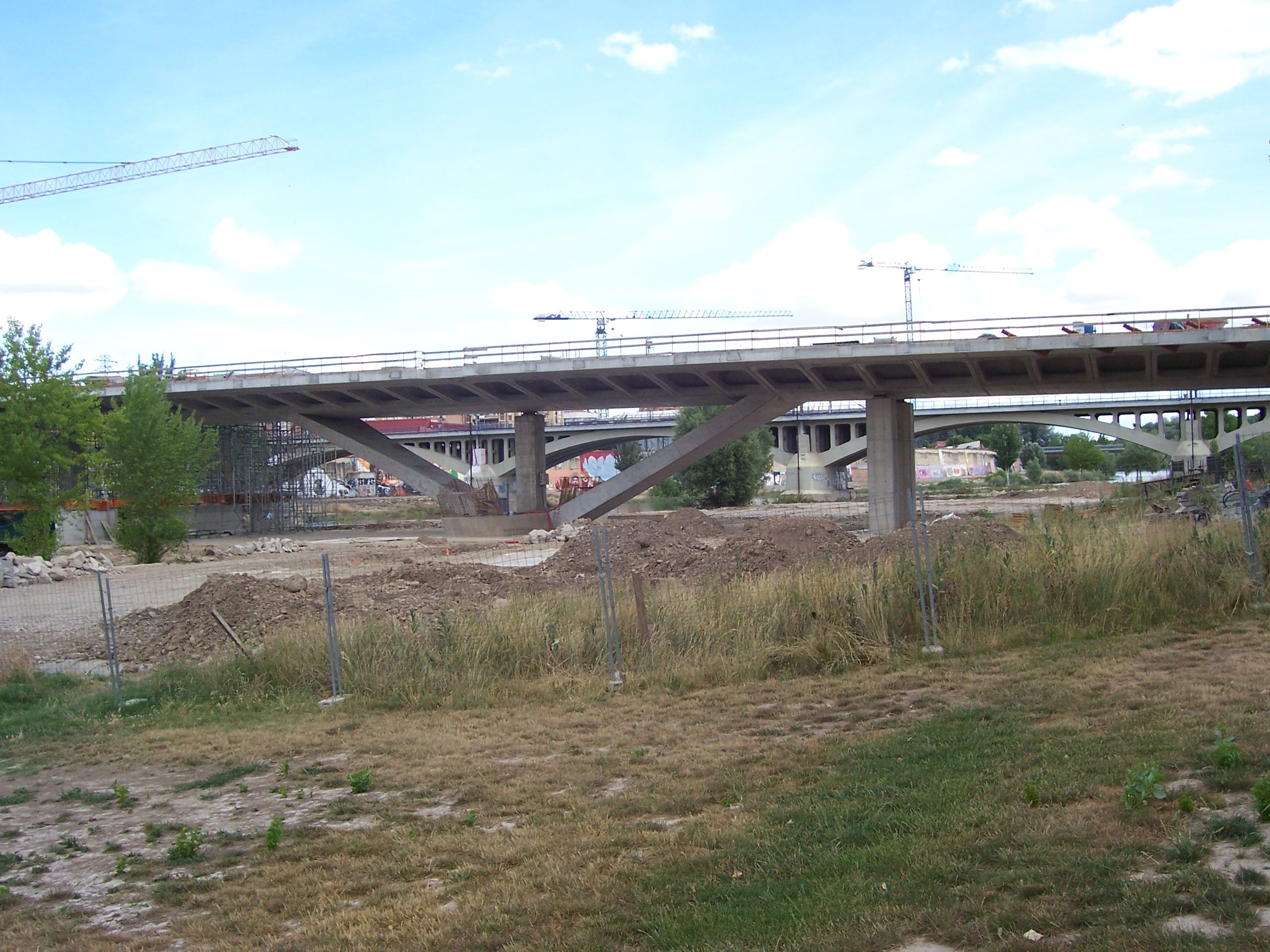
Plataforma del pont (juny de 2009)
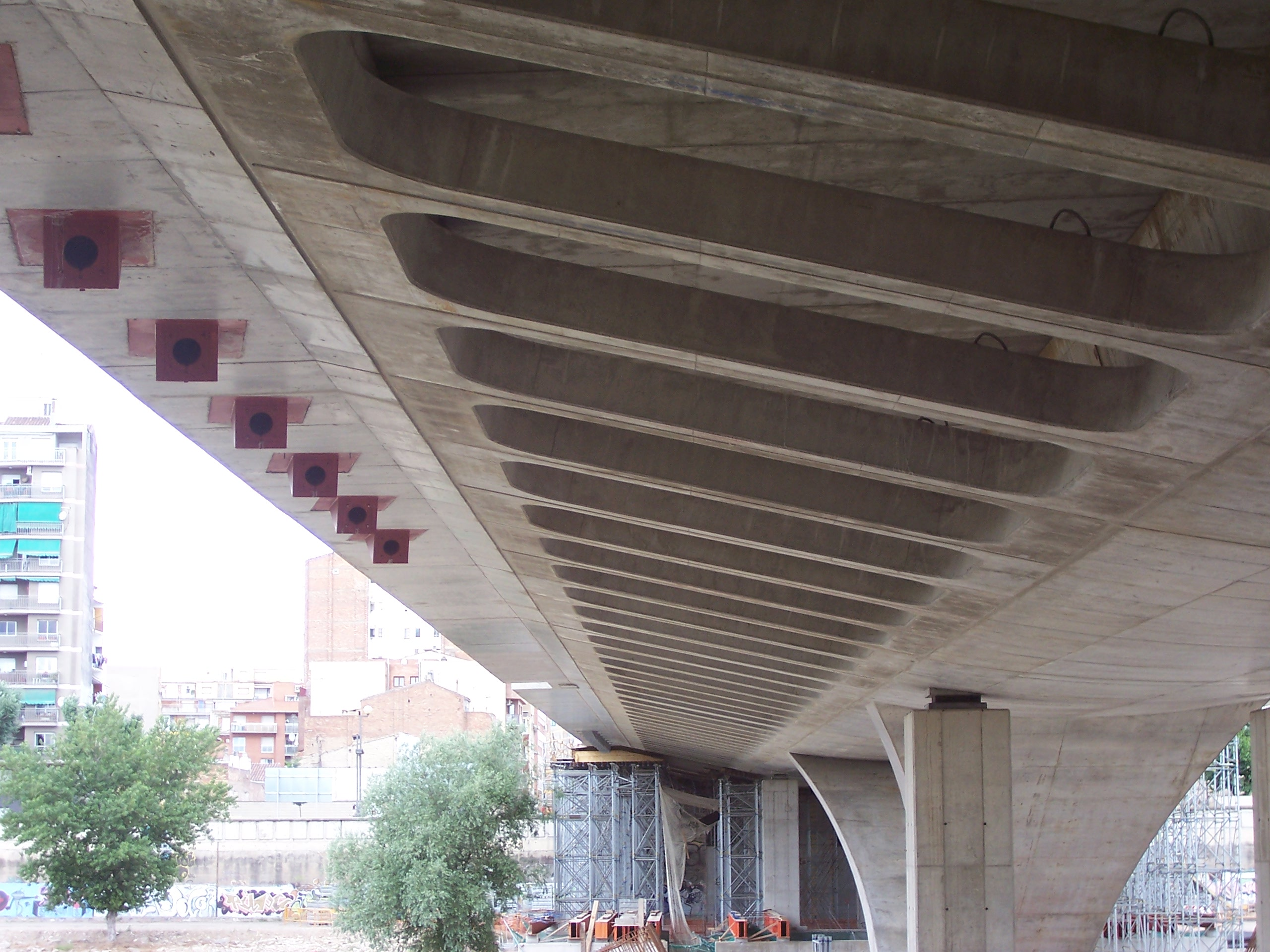
Detall de l'estructura (juny de 2009)
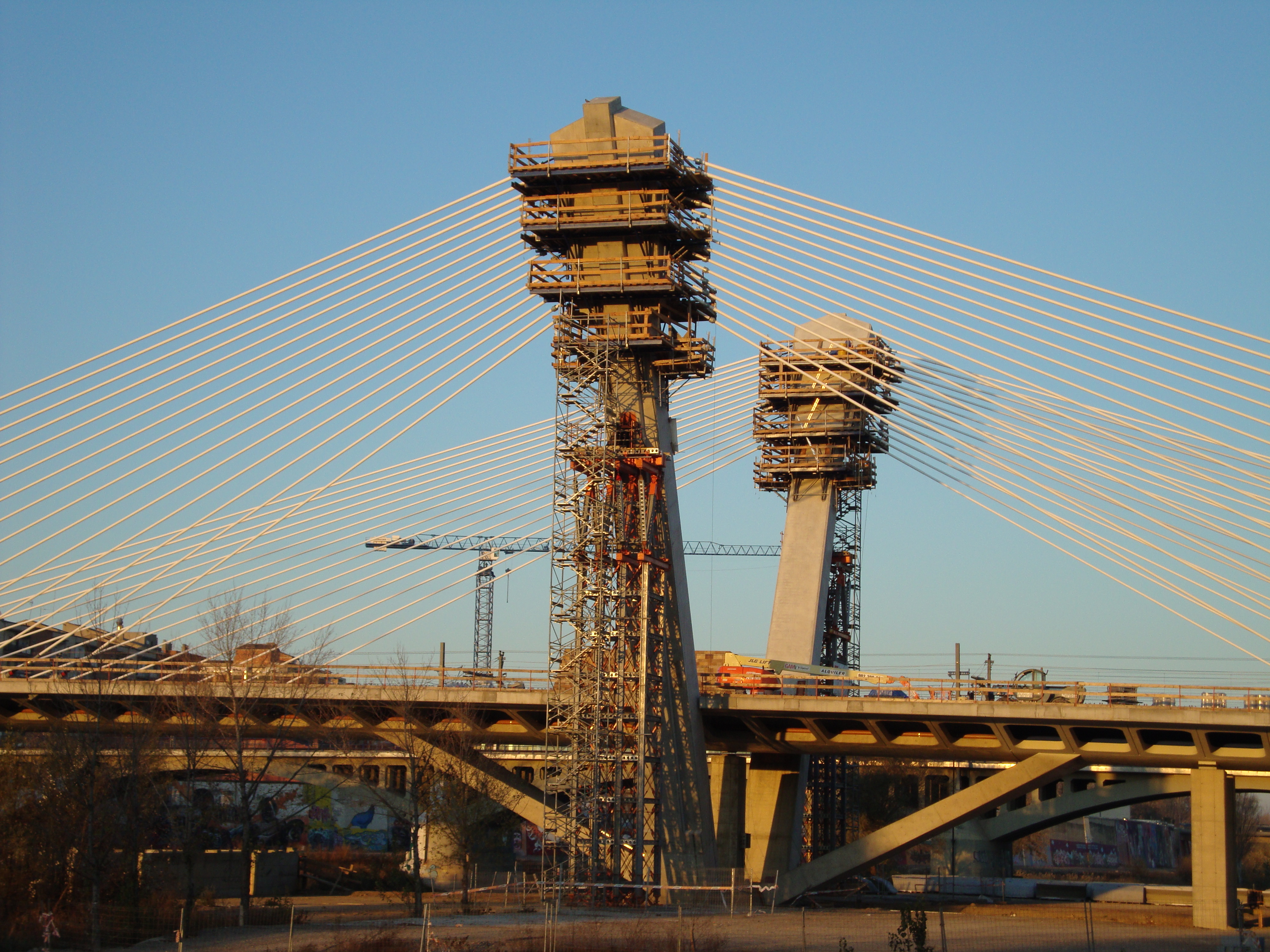
Estat de les obres (desembre 2009)
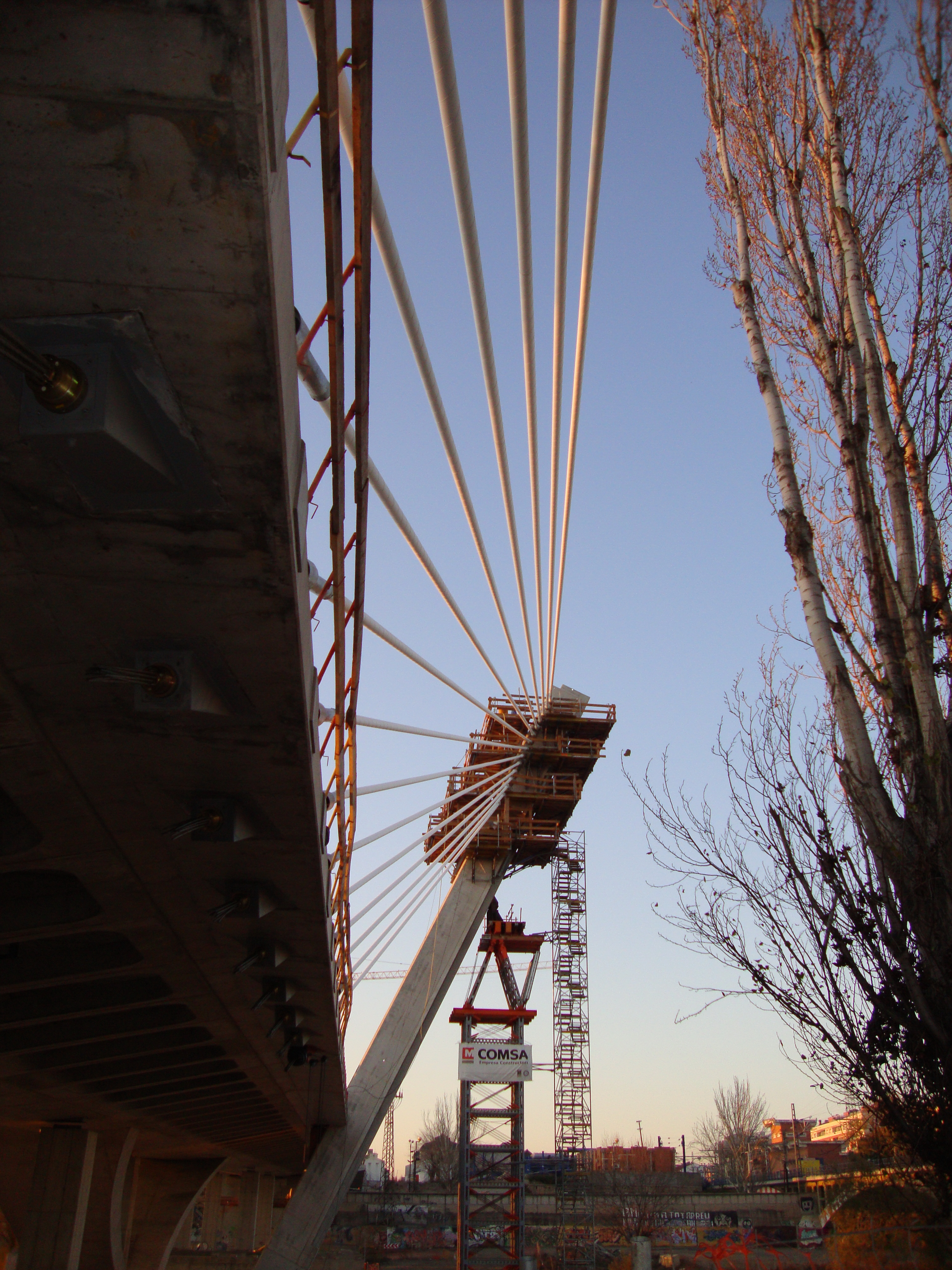
Detall dels tirants (desembre de 2009)

## Curiositats
1. Les torres de formigó de 40 metres per les quals passen els tirants són buides per dins.
2. L'interior del pont passa una canonada de ferro fos que porta aigua potable d'una banda a l'altra del pont per allotjar les conduccions.
3. Augment d'un 27% al pressupost final perquè es va canviar el procés constructiu de prefabricat a in situ, on es va haver de fer un projecte modificat, amb un nou import. La solució del projecte amb estructura prefabricada es va demostrar que no era viable, ja que cada peça del taulell havia de ser diferent perquè la inclinació dels tirants és diferent en cada cas. A més a més tots els elements del pont són molt singulars amb geometria especial, aspecte que no afavoreix el prefabricat.[2]